# Ільїнський Ігор Олександрович
Ігор Олександрович Ільїнський (22 квітня 1925, Москва, — 24 травня 1989, Москва) — заслужений художник РРФСР, член Спілки художників СРСР. За сорок років творчої роботи проілюстрував понад 140 книг.

## Батьки

### Батько
Ільїнський Олександр Миколайович народився 2 травня 1888 місто Шуя, Володимирській губернії — 27 квітень 1955, Москва. У 1912 році закінчив юридичний факультет московського університету і з цього часу працював юрисконсультом. З 1926 року вів педагогічну роботу.

### Мати
Ільїнська Лідія Михайлівна (20 лютого 1885 Москва — 26 вересень 1961 Москва). Велика частина трудового стажу припадає на об'єднання зовнішньої торгівлі (Союзтекстиль, Держторг — хлібна контора, Хімімпорт, Експортлес).

## Біографія

### Освіта і становлення
У 1939 Ігор Ільїнський потрапляє в перший набір тільки що організувавшоїся Московської середньої художньої школи.
У 1944 році він закінчив школу і в тому ж році був прийнятий на художній факультет Всесоюзного державного інституту кінематографії, готувався бути художником-декоратором. Заняття у ВДІКу у відомих художників Ф. С. Богородського, Ю. І. Піменова, режисера С. Юткевича з 1945 по 1951 р. сприяли розвитку багатьох природних його схильностей. У 1947 році Ільїнський був запрошений асистентом художника на кінокартину «Молода гвардія», яку знімав С. А. Герасимов на  студії імені Горького. Його дипломна робота — ескізи декорацій і розкадровка до сценарію по «Розповідям про Дзержинського» Ю. Германа — отримала високу оцінку. Ще до закінчення інституту Ільїнський почав працювати у видавництві «Дитяча література» як художник-ілюстратор. Він отримав замовлення на ілюстрування ряду творів Майн Ріда в шеститомному зібранні творів. Його ілюстрації до  «Вершника без голови», «Квартеронка» не раз експонувалися на московських, всесоюзних виставках і поставили його в перші ряди ілюстраторів дитячої книги. Успіх супроводжував і малюнків до творів Ф. Купера («Останній з могікан», «Прерія» і д.р.).
У 1952 році І. А. Ільїнський прийнятий в члени Спілки художників СРСР.

### Зрілий період
За час роботи у видавництві «Дитяча література» він проілюстрував чимало творів найбільших радянських письменників А. П. Гайдара, Б. М. Польового, Л. А. Кассіля, М. П. Прілежаєвої, С. В. Михалкова, З. І. Воскресенської і багатьох інших. Досягненням Ільїнський стали його ілюстрації та оформлення до книг на теми історії античного світу. Найвідоміші — три повісті Л. Ф. Воронкової «Син Зевса», «В глибині століть» і «Герой Саламина», а також до книги «Війна з Ганнібалом», побудованої на працях римського історика Тита Лівія. До числа кращих робіт Ільїнський на історичну тему належать ілюстрації до роману Майн Ріда і Фенімора Купера (зроблені для передплатних видань). Працюючи над цими ілюстраціями, І. А. Ільїнський доводилося вивчати безліч наукових праць. Малюнки його виконані штрихом в поєднанні зі світло-тіньовими акордами. З початку 80-х художник працював над «Робінзоном Крузо» Д. Дефо, який вийшов в «Дитячій літературі» 1986 році. Ільїнському близькі були романтичні і пригодницькі романи Ф. Купера, Р. Стівенсона, Д. Дефо, А. Дюма. В останні місяці свого життя він працював над  «Трьома мушкетерами» А. Дюма для західно-німецького видавництва Шрайбера (Не закінчена робота).

### Нагороди та премії
- 1957 — Почесна грамота Міністерства освіти РРФСР — за створення книг для дітей.
- 1966 — Почесна грамота Президії Верховної Ради Української РСР — за плідну творчу роботу в галузі художнього оформлення та ілюстрування Радянської дитячої книги.
- 1965 — Медаль і диплом — за участь в 1-ій Всеросійській виставці дитячої книги і книжкової графіки та внесок в розвиток Радянської дитячої книги.
- 1971 — Диплом Комітету по пресі при Раді Міністрів Української РСР, Союзу письменників РРФСР і Союзу художників РРФСР — за участь у 2-й Всеросійській виставці.
- Диплом 1-го ступеня на Всеросійському конкурсі мистецтва книги та Диплом 2-го ступеня на Всесоюзному конкурсі видань кращих з художнього оформлення та поліграфічного виконання — за ілюстрації до книги С. В. Михалкова «У музеї В. І. Леніна».
- 1976 — Диплом 1-го ступеня на Всеросійському конкурсі книги — за ілюстрації та оформлення книги С. В. Михалкова «Про Леніна».
- 1980 — Звання  Заслуженого художника РРФСР — за заслуги в області радянського образотворчого мистецтва  Президії Верховної Ради Української РСР (Указ від 22 лютого).

### Звання
Ільїнський був членом редколегії журналу «Дитяча література» з 1966 року — з самого початку випуску журналу, член художньої ради видавництва «Дитяча література». У 1969 році Ільїнський був прийнятий в члени Асоціації діячів літератури і мистецтва для дітей Союзу Радянських Товариств Дружба і культурного зв'язку з іноземними колегами, По лінії ССОД виїжджав за межі СРСР в складі радянських делегацій. У 1974 році пленум правління СХ РРФСР затвердив Ільїнського головою комісії художньо-естетичного виховання дітей та юнацтва правління СХ РРФСР (до складу комісії він входив з 1961 р.) і на цій посаді він пропрацював чотири роки. А в 1978 році правління СХ СРСР затвердив І. А. Ільїнського заступником голови естетичної комісії СХ СРСР.

### Сім'я
- Дружина Олена Володимирівна (23.05.1926 — 27.04.2009).
- Донька Ірина (23.10.1946 — 21.10.1978).
- Син Олександр (06.05.1960 — 22.11.2014).

## Творчість

### Роботи про Леніна
Серйозним і значним етапом творчості Ільїнського є роботи до книг про В. І. Леніна.
Початок роботи над цією темою — ілюстрації до «Розповідям про Леніна» А. Т. Кононова. Пізніше художник двічі повертався до цієї роботи, доповнюючи теми і переробляючи окремі малюнки.
Потім слід роман С. А. Дангулова «Стежка». Малюнки до книги, зроблені в контрастно чорно-білій манері — в дусі плакатів того часу.
Для дітей Ільїнського була зроблена книга С. В. Михалкова «Про Леніна». Зроблені в кольорі, малюнки відтворюють галерею ленінських портретів, починаючи від його раннього дитинства до останніх днів в Горках.
Слід зазначити і фронтисписний малюнок, портрет Леніна в кольорі до книги З. І. Воскресенської «Слово про великий закон» (1977 р.).
Остання велика робота художника на ленінську тему, яка налічує понад 30 малюнків до книги З. І. Воскресенської «Крізь крижану імлу» (1982 р.).
Працюючи над образом Леніна, Ільїнський з 1967 року створює серію станкових графічних аркушів "В. І. Ленін в роки еміграції ". Чотири з них знаходяться в Центральному музеї В. І. Леніна в Москві, два — в Ульяновській галереї. Три листа були показані на 5-й Республіканській виставці (в Манежі), а пізніше на 2-й Республіканській виставці «Художники Росії — дітям».
У 1979 році художником виконані три станкових листа «Ленін в Польщі» і портрет «Громада задумів» (В. І. Ленін в Шушенському) — вони були придбані Міністерством культури Української РСР і постійно експонувалися на пересувних виставках як в  СРСР, так і за його межами.
Ряд робіт переданий художником в дар Шушенській народної галереї.
Всього у видавництві «Дитяча література» Ільїнський виконав ілюстрації до 26 книг про Леніна.

### Виставки
Починаючи з 1942 року І. А. Ільїнський — учасник багатьох виставок як Республіканських, так і Всесоюзних, де була показана його книжкова і станкова графіка. І. А. Ільїнський брав участь в цілому в 38 виставках.
Нижче перелік деяких його виставок:
1. Виставка «Радянської дитячої книги» в Парижі, 1956 р
2. 1 і 2 Всесоюзні виставки «Книга, графіка, плакат», 1956 і 1957 рр.
3. Виставка «Дитячої книги» в Токіо, 1961 рік
4. 1 і 2 Всеросійські виставки дитячої книги і книжкової графіки, 1965 і 1971 рр.
5. Ювілейна виставка до «50-річчя Жовтня», 1967 р
6. Ювілейна виставка до «100-річчя від дня народження В. І. Леніна», 1970 г.
7. Міжнародна виставка книги, 1970 г.
8. Радянські художники дитячої книги (до міжнародного симпозіуму в залах СХ СРСР), 1972 р
9. Ювілейна виставка до «60-річчя Жовтня», 1977 р
10. 1-я Всесоюзна виставка «Художники дітям», 1962 року народження
11. 2-я Республіканська виставка «Художники дітям», 1978 г.
12. 1-я Всесоюзна виставка книжкової ілюстрації, 1980 г.
13. Виставка "В. І. Ленін в образотворчому мистецтві ", 1980 г.
14. 2-я Всесоюзна виставка книжкової ілюстрації, 1986 р

Виставки по лінії ССОД:
1. В  Австрії — 1960 р
2. В  Болгарії — 1961 р
3. В ОАР — 1968 р
4. В  Чехословаччини — 1972 р
5. В НДР — 1976 р
6. В Париж і — 1980 р

### Видання в світі
Багато книги з ілюстраціями І. А. Ільїнського, випущені видавництвом «Дитяча література», перевидавалися в видавництвах країни і світу: в Болгарії, Югославії Чехословаччини, Румунії, КНР, Франції, Швейцарії, Швеції та інших.

### Список ілюстрованих книг
1. Л. Ф. Воронкова «У глибині століть», «Герой Саламина», «Син Зевса»
2. Е. П. березня «Вартові кремля», «В гостях у Леніна», «Прапор на багнеті»
3. А. Ф. Кононов «Вірне серце», «Розповіді про Леніна», «На мосту», «Поїздка в Кашино»
4. Тит Лівій «Війна з Ганнібалом»
5. С. Ф. Антонов «Зустріч в Кремлі», «Старший», «Подарунок»
6. Майн Рід «Діти лісів», «Квартеронка, або пригоди на далекому заході», «Вершник без голови»
7. Лев Кассіль «Друзі-піонери», «Вулиця молодшого сина»
8. С. С. Виноградська «Іскорка»
9. Л. Письменна «Як Петрик на дні моря жив»
10. Єремей Парнов «Скринька Марії Медичі»
11. П. Макрушенко «Мінька»
12. Р. Л. Стівенсон «Острів скарбів», «Викрадений», «Катріона»
13. А. Н. Островський «П'єси»
14. Ф. Купер «Прерія», «Шпигун, або повість про нейтральній території»
15. Ю. Яковлєв «Висотний змій», «Подарунок», «Вірші», «Йшов загін»
16. Д. Дефо «Робінзон Крузо»
17. З. І. Воскресенська «Крізь крижану імлу», «Зустріч», «Багаття»
18. А. і Б. Стругацькі «Країна багряних хмар»
19. Збірник «Як перемогла революція»
20. В. Осипов «Квітень»
21. А. Я. Брунштейн «В світанковий час», «Дорога йде в далечінь»
22. С. Крушинський «В країні друзів»
23. Б. Польовий «Гарячий цех», «Людина людині — друг»
24. М. Егартен «Два товариша»
25. Ж. Е. Клансі «Дитинство і юність Катрін Шеррон»
26. А. І. Купрін «Розповіді», «Оповідання»
27. В. Тельпугов «Напис на книзі»
28. З. Фазіні «Нам йти далі»
29. В. Я. Баталов «неходженими стежками»
30. Н. В. Богданов «Один з перших», «Найцікавіше», «Про сміливих і вмілих»
31. А. П. Грігуліс «Прикордонники, два хлопчика і собака Марс»
32. А. Рибаков «Пригоди Кроша», «Бронзовий птах»
33. М. Прілежаєва «Семикласниці», «Юність Маші Строгова», «Повісті», «З берегів Ведмедиці», «Сині коні на червоній траві», «Над Волгою», «Три тижні спокою»
34. В. Осєєва «Сині листя»
35. А. Рутько «Сузір'я надії», «Суд швидкий … і життям, і смертю», «Повісті»
36. В. Мелентьєв «Сонце над школою»
37. С. А. Дангулов «Стежка»
38. А. Північний «Підземний палац», «Три чудових кольори»
39. В. Г. Короленка «Розповіді»
40. Густав Емар «Тверда Рука», «Гамбусіно»
41. Л. М. Толстой «Полікушка»
42. О. М. Гурьян «Хлопчик з Холмогори»
43. А. Барто «Звенигород», «Вірші дітям (т. 1, т. 2)»
44. А. П. Гайдар «Доля барабанщика», «Дим в лісі», «Війна і діти», «На графських руїнах», «Четвертий бліндаж»
45. С. Маршак «Казки, пісні, загадки», «Старше моря, вище лісу»
46. С. Михалков «Вірші і казки», «На батьківщині В. І. Леніна», «Знахідка», «В музеї В. І. Леніна», «Про Леніна»
47. А. Кузнєцова «Перехресні стежки»
48. А. Маневич «Червона вулиця»
49. І. Логвиненко «Багряні зорі»
50. С. П. Алексєєв «Червоний орел»
51. В. І. Ленін «У Шушенському», «В роки еміграції»
52. Ю. Качаєв «У відкритому морі»